# Altösterreich
Altösterreich ist, vor allem in Österreich, eine Bezeichnung für Cisleithanien, die im Reichsrat vertretenen Königreiche und Länder (erst ab 1915 auch offiziell Österreich genannt) ab der Mitte des 19. Jahrhunderts und dient zur Unterscheidung vom republikanischen Österreich ab 1918. Weiters wird damit (ungenau) auch ganz Österreich-Ungarn bezeichnet. Der Begriff ist keine Schöpfung des 19. Jahrhunderts; vor 1806 war er für die Unterscheidung der österreichischen Wappen ab dem 15. Jahrhundert in Verwendung.

## Die k.k. Monarchie
Im historischen Kontext beschreibt der Ausdruck die Kontinuität der österreichischen Länder in der Habsburgermonarchie über das sich wandelnde Staatswesen, vom ursprünglichen ‚Alt‘-Österreich über die Habsburgischen Erblande, die bis 1806 als Österreichischer Reichskreis auch Teil des Heiligen Römischen Reiches deutscher Nation waren, und das Kaisertum Österreich 1804–1867 bis zur westlichen Reichshälfte der Doppelmonarchie 1867–1918, bei deren Zerfall historisch und kulturell gemeinsam geprägte, aber politisch souveräne Nachfolgestaaten entstanden.

## Die k.u.k. Monarchie
Darüber hinaus wird der Begriff Altösterreich – mitunter romantisierend – auch für die Kaiserliche und königliche Monarchie Österreich-Ungarn als Ganzes verwendet, insbesondere bei der Beschreibung gesellschaftlicher und kultureller Themen zwischen etwa 1860 und 1918. In diese Epoche (die an das Biedermeier und die Märzrevolution 1848 anschließt) fallen unter anderem der Österreichisch-Ungarische Ausgleich von 1867, durch den der bisher bestehende Einheitsstaat staatsrechtlich in zwei weitgehend selbständige Teile zergliedert wurde, sowie ab etwa 1880 die Gründerzeit bis zum Fin de siècle (Ende des Jahrhunderts) und die Belle Époque bis in die Vorkriegsjahre des Ersten Weltkriegs, der ‚Urkatastrophe des 20. Jahrhunderts‘.
Diese Begriffsverwendung geht implizit davon aus, dass das Klima im Vielvölkerstaat Österreich-Ungarn – im Kontrast zur Magyarisierungspolitik in Altungarn – die vielfältigen Einflüsse der hier lebenden Völker und Volksgruppen und ihrer Kulturen widerspiegelte. Die Bezeichnung findet sich allerdings nur in österreichischen Geschichtsbüchern – andere Staaten mit historischem Bezug zur Habsburgermonarchie verwenden diesen Ausdruck nicht.
Politisch wird der Begriff Altösterreich verwendet, wenn die Kronländer des Kaisertums Österreich von Galizien bis an die Adria gemeint sind, nicht jedoch die Länder der ungarischen Krone (Transleithanien, heute zur Unterscheidung vom Ungarn seit 1918 auch als ‚Altungarn‘ – ebenfalls ein Begriff der Heraldik – bezeichnet).

## Verwendung des Begriffs „Altösterreicher“

### Deutschsprachige Bewohner der Nachfolgestaaten der Monarchie und deren Nachkommen
In jüngerer Zeit wurden in Österreich in der Diktion einiger politischer Gruppen sowie in Medien vermehrt deutschsprachige oder deutschstämmige Personen aus ehemaligen Kronländern sowie auch deren in anderen Ländern lebende Nachkommen als Altösterreicher bezeichnet, so etwa deutschsprachige Bürger Sloweniens nach 1945. Dagegen wandte sich der slowenische Staatspräsident Milan Kučan: Altösterreicher sind wir alle!
Das Altösterreichertum lässt sich, da die k.k. Monarchie ein Vielvölkerstaat war, dessen Bürger unabhängig von ihrer Muttersprache die 1867 grundgesetzlich definierte einheitliche österreichische Staatsbürgerschaft besaßen, nicht auf Menschen einer Nationalität beschränken. Daher ist die Benutzung des Begriffs „Altösterreicher“ für deutschsprachige Bürger in Nachfolgestaaten der alten Monarchie in vielen Fällen möglicherweise Konsequenz der Tatsache, dass es keinen alternativen zusammenfassenden Begriff für diese Bevölkerungsgruppen gibt, die sich häufig eher mit dem Kulturkreis der früheren Donaumonarchie als mit dem (bundes-)deutschen Kulturkreis identifizieren. Die Rückbesinnung auf Bezeichnungen wie Deutschböhmen und Deutschmährer im Gegensatz zur primär politisch konnotierten Bezeichnung Sudetendeutsche, welches kulturell gesehen lang-ansässige deutschsprachige Bevölkerungsgruppen ausklammert (siehe Sudetenländer und Sudetenland), ist ein Beispiel: denn Deutschböhmen und Deutschmährer wurden bis zum Ende der Donaumonarchie als Angehörige der deutschsprachigen Bevölkerungsgruppe Altösterreichs wahrgenommen.
Siehe auch: Volksdeutsche, Mitteleuropa, Reichsdeutsche, Bundesbürger

### Anhänger bestimmter Prinzipien und Merkmale der früheren Monarchie
Allerdings ist auch die Deutung möglich, Altösterreicher wären Personen mit einer Bejahung bestimmter Prinzipien oder Modelle der k.k. Monarchie oder Personen, die sich mit diesem Staat identifizieren. In der Republik Österreich bezeichnen sich gelegentlich Personen als Altösterreicher, die die k.k. Monarchie an sich positiv sehen oder sie als Vorläuferin der Europäischen Einigung verstehen (Währungsunion, Subsidiaritätsprinzip) oder die Nationenvielfalt dieses Staates als positives Kulturerbe einschätzen.